# Florida West International Airways

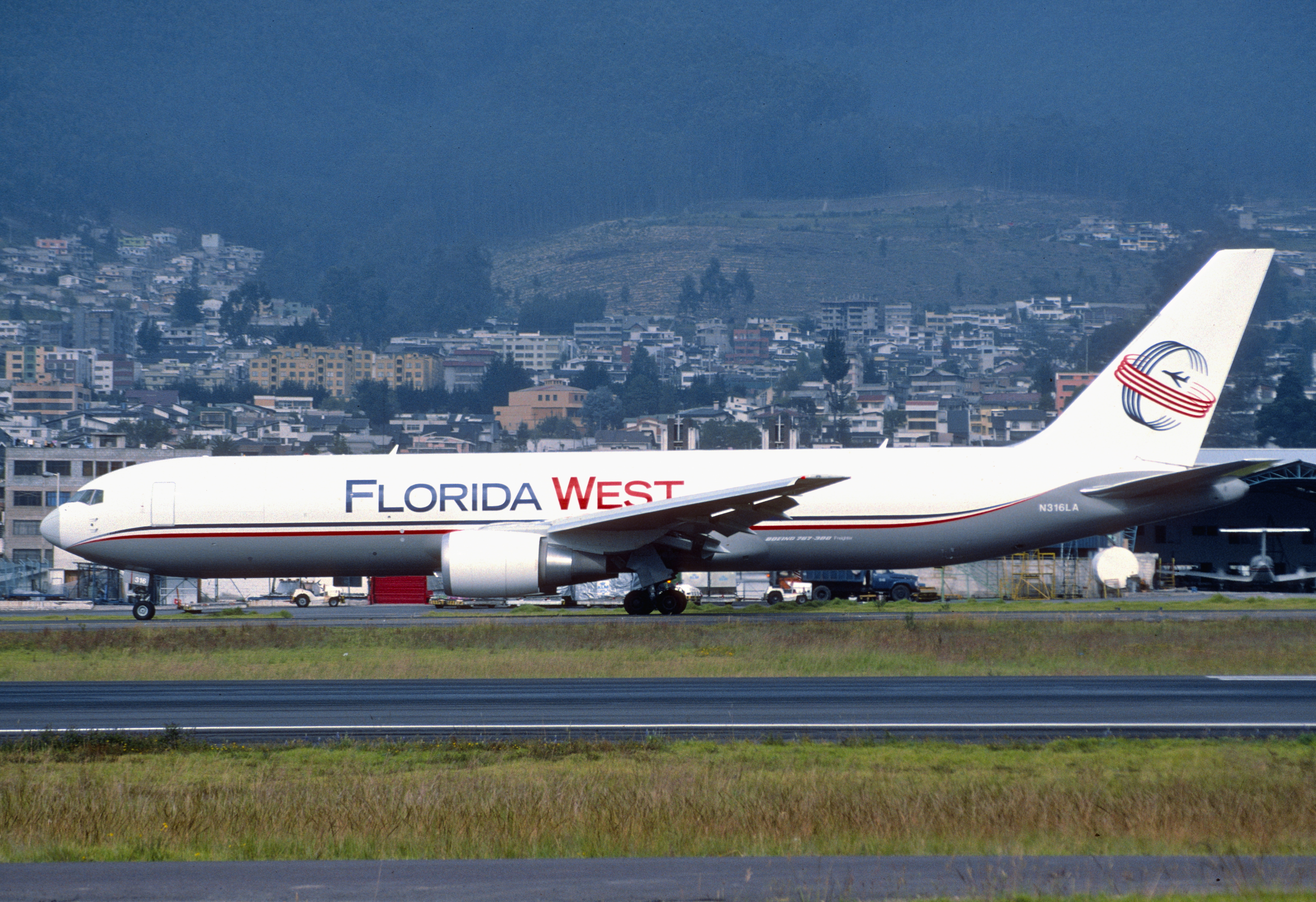
Florida West Airlines Boeing 767-300F

Florida West International Airways (FWIA menudo abreviado) fue una aerolínea de carga estadounidense con sede en los terrenos del Aeropuerto Internacional de Miami en el Condado de Miami-Dade no incorporado, Florida, EE. UU. Operaba servicios regulares y charter en todo el mundo, siendo sus principales mercados en América Latina, el Caribe y los EE. UU. Su base principal era el Aeropuerto Internacional de Miami.

## Historia
La aerolínea fue fundada en 1981 y fue originalmente conocido como Florida West International Airways. Tras la entrada en el Capítulo 11 de bancarrota en octubre de 1994, sus activos y filiales, fueron vendidos a Florida West International Airways en agosto de 1995. Operaciones reiniciarán el 12 de marzo de 1996. En diciembre de 2000, LAN Airlines adquirió una participación del 25% en la aerolínea, que cuenta con 66 empleados. Mansour Rasnavad es el presidente y CEO. (en marzo de 2007).
En 2017 la aerolínea cesó sus operaciones.

## Flota
A partir de enero de 2014, Florida West International Airways operaba un Boeing 767-300F, con una edad media de 6,3 años.